# 1327年議會
1327年議會（英語：Parliament of 1327）是1327年1月7日至3月9日期間在西敏宮召開的英格蘭議會，该议会促使英格蘭國王愛德華二世禪位，由兒子愛德華三世繼位。
愛德華二世寵信的大臣大行其道，又獲升官進爵，令到被國王苛待的英格蘭貴族逐漸不忿。1325年，伊莎貝拉王后偕同太子愛德華前赴家鄉法國。王后因為不滿國王，而與被流放的權貴羅傑·莫蒂默合作入侵英格蘭，圖謀廢黜國王。與此同時，失去支持的國王被逼向西逃跑，或許嘗試在愛爾蘭或威爾斯招兵買馬、東山再起，但計謀未遂、終被扣押。
伊莎貝拉和莫蒂默及後召開議會，商榷新政權的合法性。會議在1月7日於西敏開始，但國王沒有親臨而令會議受制肘，年僅十四歲的太子成為「王國監護」但尚未為王。議會代表團覲見愛德華二世邀請他到議會但遭拒絕，議會繼續進行。國王被控多項罪名，包括寵臣當道和破壞教會，以致違背對百姓的誓言，這些罪狀被稱為「控罪條文」。由於倫敦市特別激進反王，而且有市民可能曾經恫嚇貴族要同意廢黜愛德華二世，與會者最終在1月13日決定廢君。
1月21日左右，國會代表團通知愛德華二世，對方已淪為廢王，並發出最後通牒：若果不同意禪位予兒子的話，國會貴族會將王位拱手交給非王族的人。愛德華最終答應讓位，代表團返回倫敦，愛德華三世馬上被立為王，並在1327年2月1日正式登基。爾後，愛德華二世繼續被囚、多次遷監以阻逃獄，直至他在同年9月疑被莫蒂默手下謀殺。攝政的莫蒂默因無窮貪念、管治失敗及冷待新王，而日漸失勢。1330年，愛德華三世發動政變，從莫蒂默手上重奪大權，開始專政。

## 背景

### 寵臣當道

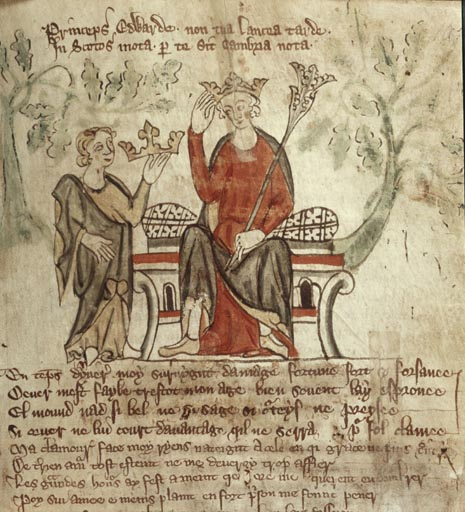
愛德華二世（約十四世紀）

英格蘭國王愛德華二世在位時寵信多名不受貴族歡迎的臣子，包括皮爾斯·加韋斯頓和小迪潘晨。加韋斯頓在1312年貴族叛亂時被殺，小迪潘晨則被貴族憎恨。愛德華亦因屢次要求百姓在蘇格蘭義務服兵役，而令他們不滿。愛德華的意旨無一成功，民意不斷下滑，尤其是貴族的不快越發增加。1322年，愛德華處決他的堂兄蘭開斯特伯爵托馬斯，又充公伯爵財產，使國王形象更為差劣。當時貴族認為在此國王之下「沒有地主會覺得安全」，甚至連王后伊莎貝拉也不信任愛德華，確信迪潘晨透過毒害國王思緒而對付她。1324年9月，朝廷公開抨擊伊莎貝拉為外族敵人，國王隨之強制收回莊園（可能是因迪潘晨進言敦促而致），又遣散王后的侍從。愛德華早在1310年和1321年已兩度被威脅廢位，歷史學家同意當時愛德華遭受各方敵視，鄧咸和活氏歸咎於愛德華的殘酷和個人過失，「即使他的兄弟和兒子也不理睬這位該死的男人」，沒有人會為他而戰。一名當代編年史家形容愛德華是「無用之王」。

### 王后赴法

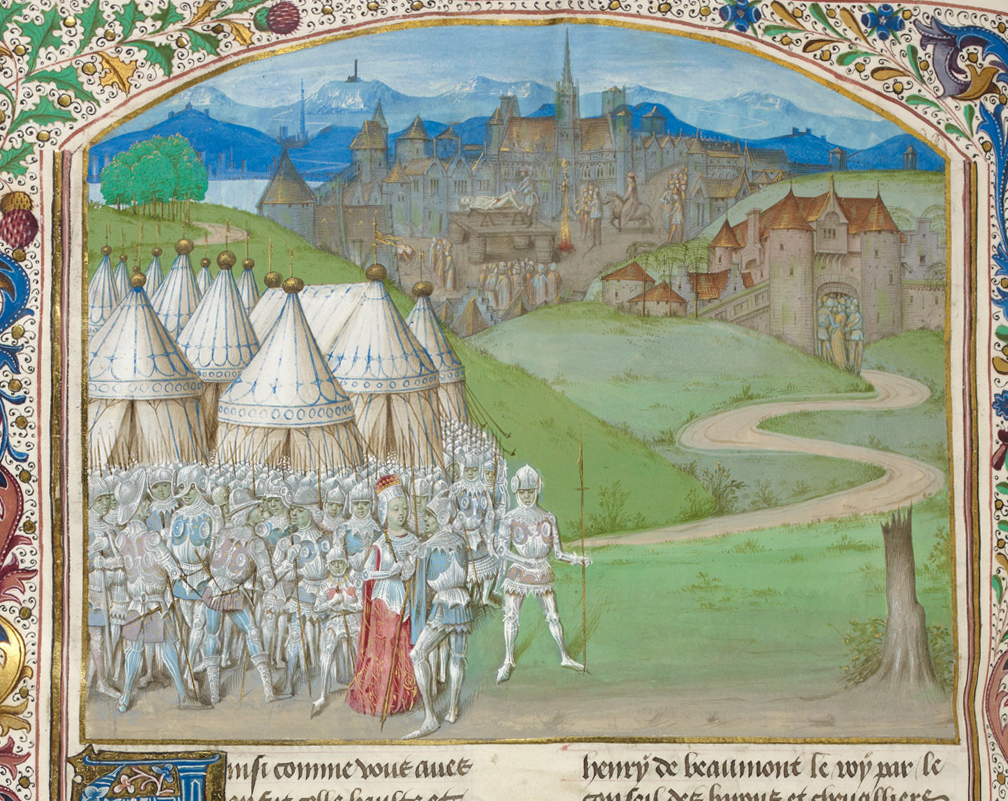
伊莎貝拉和羅傑·莫蒂默（約十五世紀）

當法國入侵英格蘭王家領地亞奎丹公國後，國王派伊莎貝拉和十三歲王子愛德華到巴黎處理事件。當時人們相信伊莎貝拉曾發誓，只要迪潘晨家族一日掌權，她一日也不會回去英格蘭。抵達法國後，夫婦以及二人與王后胞兄法王查理四世和教宗若望二十二世的聯絡，向世人揭露夫妻不和。編年史家提到伊莎貝拉和愛德華的關係轉差，責罵對方時措辭日漸尖酸。1325年12月，伊莎貝拉可能在巴黎與被流放異地的富有貴族羅傑·莫蒂默發生性行為，翌年3月被英格蘭人所知，促使國王考慮與王后離婚。他要求妻兒回國但被拒，王后史官約翰·柏晨士寫道：「她讓隨從回國，但自己就用諸多藉口而不回國」，而兒子決定陪同母后令愛德華更憤怒。爾後，伊莎貝拉抨擊朝廷的措辭更為強硬，尤其是王夫和迪潘晨的盟友——雅息特主教兼庫務大臣禾特·施地普敦。1326年1月，國王愛德華將太子莊園移交王室管理，2月下令當太子和王后歸國時就即時逮捕。
流亡外地而又憎恨迪潘晨家族的英格蘭人勢力團結起來，當中包括莫蒂默、第二代博地托男爵、第一代萬翠福男爵、威廉·祝素、亨利·德保蒙和第一代根德伯爵，而身在巴黎的王后就成為反王勢力領袖。她形容國王和朝廷敵視她與太子，因而尋求查理四世的保護，不過對方不贊成入侵英格蘭。反王勢力之後獲得埃諾伯爵支持，伊莎貝拉因而同意讓兒子嫁給伯爵的女兒菲莉琶。此次訂婚無疑是羞辱愛德華二世，因為他盤算令太子成為對抗法蘭西的籌碼，可能是實現英西政治聯姻，但現在計劃卻泡湯。

### 入侵行動

伊莎貝拉與莫蒂默在1326年入侵英格蘭（綠色代表攻方的攻擊路線，啡色代表國王的撤退路線）

1326年2月開始，英格蘭人知悉王后與莫蒂默有意入侵國境。雖然情報錯誤，但朝廷亦開始防禦國土，大型船隻被禁離開英格蘭港口，部分被王室強制徴募。7月，愛德華二世向法國宣戰，伊莎貝拉與莫蒂默在同年9月24日登陸沙福、入侵英格蘭，期間王家海軍司令倒戈協助叛軍。叛軍不久發現獲得英格蘭政界大部份人支持，王弟第一代诺福克伯爵、第三代李斯特伯爵（蘭開斯特伯爵胞弟）、簡特伯里大主教、禧福主教和林肯主教先後加入他們。國王的支持在一週內消失殆盡，歷史學家畢域治形容「如同地震震塌建築物般」。國王與迪潘晨逃離倫敦後一直向西，加速了王位衰落。愛德華的統治本已搖搖欲墜，畢域治稱「早在準備被侵略時已有人恐慌，現在只有一片恐慌」。庵樂提到：「由於莫蒂默及其追隨者已被判為叛國賊，因此任何與侵略者的交流會被視為公然造反。不過仍有不少大貴族在如此早的階段就準備好冒著巨大風險，實是驚人。在此方面，至少王位繼承人現身陪同王后可能具決定意義。」
國王意圖在南威爾斯招兵對抗叛軍最終徒勞無功，1326年11月16日他與迪潘晨在蘭翠聖附近被擄獲。政權出乎意料地迅速倒塌，伊莎貝拉與莫蒂默惟有暫代權力，直至新王登基。國王被李斯特伯爵囚禁，至於被懷疑是迪潘晨的線人和國王的支持者（尤其是同樣積極支持王后的倫敦人）則被暴民所殺。
伊莎貝拉在1326年下旬留在西郡，其中在10月27日於碧仙桃親眼見證小迪潘晨父親溫車士打伯爵被吊死，而小迪潘晨就在同月於禧福被抓及被處決。而伊莎貝拉、莫蒂默與隨從卿家則在碧仙桃商討下一步行動。10月26日，他們未取得大國璽的情況下，宣稱太子為王國監護，但尚未正式稱王。
此聲明旨在重提西門·德孟福爾和男爵陣營的改革運動，當時他們反對亨利三世時亦以王國社會自居。不過華倫泰指出，實際上最常聽到的不是「王國社會」，而是「蘭開斯特伯爵的爭吵」，意味所謂的改革運動只不過是遮掩男爵之間的不和。
11月20日，禧福主教從國王手上取得大國璽並傳給太子，讓他昭告自己為王位繼承人，不過此時愛德華二世或許仍然是王。伊莎貝拉的文告也證實了此推論：「伊莎貝拉蒙上帝恩典，英格蘭王后，愛爾蘭夫人，龐眺子爵夫人及我們，愛德華，高貴英格蘭國王愛德華之長子，加士高利公爵，車士打、龐眺、蒙徐伯爵……」。

## 召開議會
1327年1月4日，伊莎貝拉、莫蒂默及眾卿家抵達倫敦。因應去年血流成河，倫敦人改為被禁持械，兩日後所有公民要宣誓守護和平。1月7日，議會正式召開會議，商議王國形勢。

### 會議延期
王后及太子原先在1326年10月28日以國王的名義召開會議，計劃在12月14日進行首次會議。但就在12月3日，議會因應國王名義的令狀，延遲至翌年初才開會。令狀暗示國王身處國外，因此議會需要王后和太子親臨才可開會。《議會史冊》「高度質疑」令狀的合法性，活氏形容會議是莫蒂默和第二代利杜的域克男爵「背後操縱」「一場假扮國會如常的戲劇」。對伊莎貝拉和莫蒂默而言，解決當前憲政問題的唯一即時方法，就只能透過議會治國，因為以他們的身份治國可能會被質疑合法性，所以他們無所不用其極執行此計劃。
當時國民不肯定伊莎貝拉議會的合法性。雖然愛德華二世仍然是國王，但他在官方文件中的名字旁會寫有「愛妻英格蘭王后伊莎貝拉」和「初生王子王國監護」，無疑是「虛位」君主。被指身在海外的愛德華其實被囚根尼禾夫城堡，他尋求與卿家就「涉及他本人及他的王國形勢的若干事宜」舉行會議及諮政，亦即召開議會會議。因此，國王延遲會議的決定可能是在王后和莫蒂默的命令下被逼作出。
新政權首要考慮的是如何處置愛德華二世。聖誕後，莫蒂默及眾卿在王后的華寧福城堡議事。莫蒂默提議將國王送上法院審訊叛國罪，預料他會被定罪和處決。世俗貴族同意愛德華罪孽深重，只有死刑才可修補裂痕；列席的主教則認為不論愛德華所犯何罪，他乃是神選之王。與會各方未能達成共識，而此分歧令政權需面對兩個問題：其一，百姓會理解主教的理據為弒君會觸怒上帝；其二，公開審訊可能會出現預期之外的裁決，尤其公眾質疑神選之王能否叛國，最終愛德華可能不被定罪之餘，更能讓他重返王位。莫蒂默和伊莎貝拉因此尋求繞過審訊而令愛德華終身被囚。公眾後來得悉國王被自己的兒子監禁，代表國王身在本國，自此伊莎貝拉和莫蒂默任命太子為王國監護的理據不再成立。

### 與會人士
1325年11月以後，英格蘭議會再無召開會議。至於原定在1326年12月舉行的議會只有傳召26位男爵，另有20人未能議政。而該26人亦在1327年1月再被召見，當中6人是愛德華二世登基後首次被召。是次國會名義上由禧福主教、溫車士打主教、羅傑·莫蒂默和湯瑪士·域克召開，但幾乎肯定伊莎貝拉亦在暗中負責。被召見的靈職貴族有：簡特伯里大主教禾特·雷諾士、15名英格蘭主教、4名威爾斯主教、以及19名修道院院長。世俗貴族則由多名伯爵代表，分別來自諾福、根德、蘭開斯特、舒梨、牛津、渥皓和禧福。來自各郡和五港的47名男爵、23名王家法官、數名騎士和自治市鎮代表亦被召至國會。馬迪覺猜測他們可能只因有可觀獎賞而赴會，當中各騎士一日能得四先令，各代表亦能得兩先令。包括莫蒂默三名兒子（愛德華、羅傑和約翰）在內的騎士開腔支持王后和太子。威廉·祝素雖然非民選議員，卻獲任命為議會代理，更獲賦權代表議會發言。雖然代理一職並非新成立，但其權力則是憲制先例。由於赴會貴族比起傳統上應該召集的為少，平民議員的影響力因而增加。此可能是王后和莫蒂默的策略，鐸氏認為原因是二人十分清楚早年議會的混亂緣由，「議會內的問題幾乎完全源於男爵們」。另外曾被召往十二月議會的約克大主教發現自己不獲邀出席一月的會議；部分威爾斯議員亦因當局故意延遲發出請帖而無法赴會，因為南威爾斯支持愛德華國王，而北威爾斯則反對莫蒂默。亦有部份人因忠於愛德華二世以及憎恨莫蒂默而拒絕赴會，就例如美龍利治安官顧福·萊德。
雖然是次議會繼續如以往般由貴族主導並依靠平民輔助，但亦有很大差別，例如非議員的平民影響力更大，尤其是倫敦人；議會亦打破地域限制，有非民選代表是來自貝利聖愛文斯和聖艾班斯，馬迪覺形容「那些密謀廢君的在議會與那些無權現身的交流」。而鐸氏則表示，叛軍刻意令議會成為他們計謀的中心點。

## 議會過程

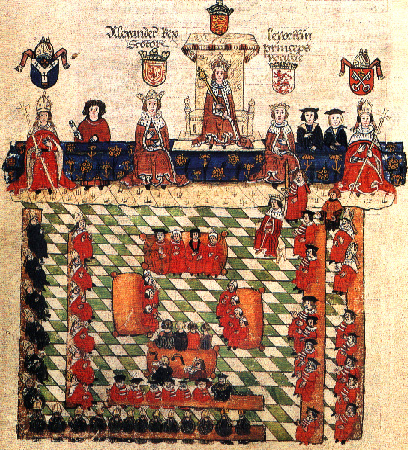
此畫描繪了約1278年的議會：世俗和靈職貴族分別居國王的左和右邊，法官和律政人員則坐在中間，沒有平民議員出席此次會議

### 國王缺席
議會開會前，卿家派出禧福主教亞當·歐利敦和威廉·祝素前往根尼禾夫覲見國王，說服他恭臨國會。不過愛德華二世拒絕之外，更狠狠詛咒他們。代表團在1月12日返回西敏，當時國會已開會五日。由於議會一直以來都需要君主親臨才可通過法規，因此議員們覺得現在無事可作。反王派從代表團得悉愛德華的激烈反對後，不再願意無了期等待。國會最終在國王拒絕現身的情況下議事，是史上首次。

### 憲政危機
1326年下旬，當時太子愛德華在避忌稱王的情況下，確立在朝廷裡的特殊地位，但當時國民卻關注此舉反映了潛在的憲政危機。最關鍵也是史無前例的問題是：仍然在生的君主如何將王位傳給另一人，華倫泰形容此問題「打亂已經廣被接受的法則、威脅神聖不可侵犯的王權、缺乏清晰合法已有的程序」。當時的人也不清楚愛德華二世究竟是已退位抑或被推翻。根據官方卷軸記載，愛德華在10月26日已經「離開或放棄他的王國」，令伊莎貝拉和莫蒂默得以控制大局。他們二人大可稱國王未有按慣例任命攝政者，而提出應由太子暫代國王治國。他們又聲稱國王指控議會是叛國集會，又侮辱與會者為叛徒，涉嫌藐視議會。國王有否確實說出這些言論已經無從稽考，但若愛德華確實有譴責國會的話，他也許想不到這些會成為犯罪的罪證。無論如何，國王不在場讓王后與莫蒂默避免了廢君現身的尷尬場面。菲臘士認為若國王在場的話，或者有機會能夠擾亂他們的計劃。

### 貴族思慮
國會是時候決定下一步行動。禧福主教強調王后對國王的憂慮後，詢問在座眾卿家傾向由國王還是太子統治，但他們遲遲未有決定。對大多人而言，廢黜的提議來得太突然，國王並非罪無可恕，同時擔心廢君會帶來不祥。禧福主教宣佈休會、明日復會，讓貴族們在晚上深思熟慮。同日，倫敦市長列治·德貝通爵士聯同平民議會致函貴族，指控愛德華二世未有遵循加冕誓言及履行國王職責，呼籲廢黜國王而加冕車士打伯爵（即太子）為王。備受倫敦人支持的莫蒂默可能在背後推動他們寫信，以此影響貴族的取態。倫敦議會請願新王會同御前會議治國，直至他清晰理解加冕誓言和王室責任；另一則提出新王須每年在西敏召開議會直至成年。貴族最終接受前者的請願，但拒絕了後者。

### 陳辭回應

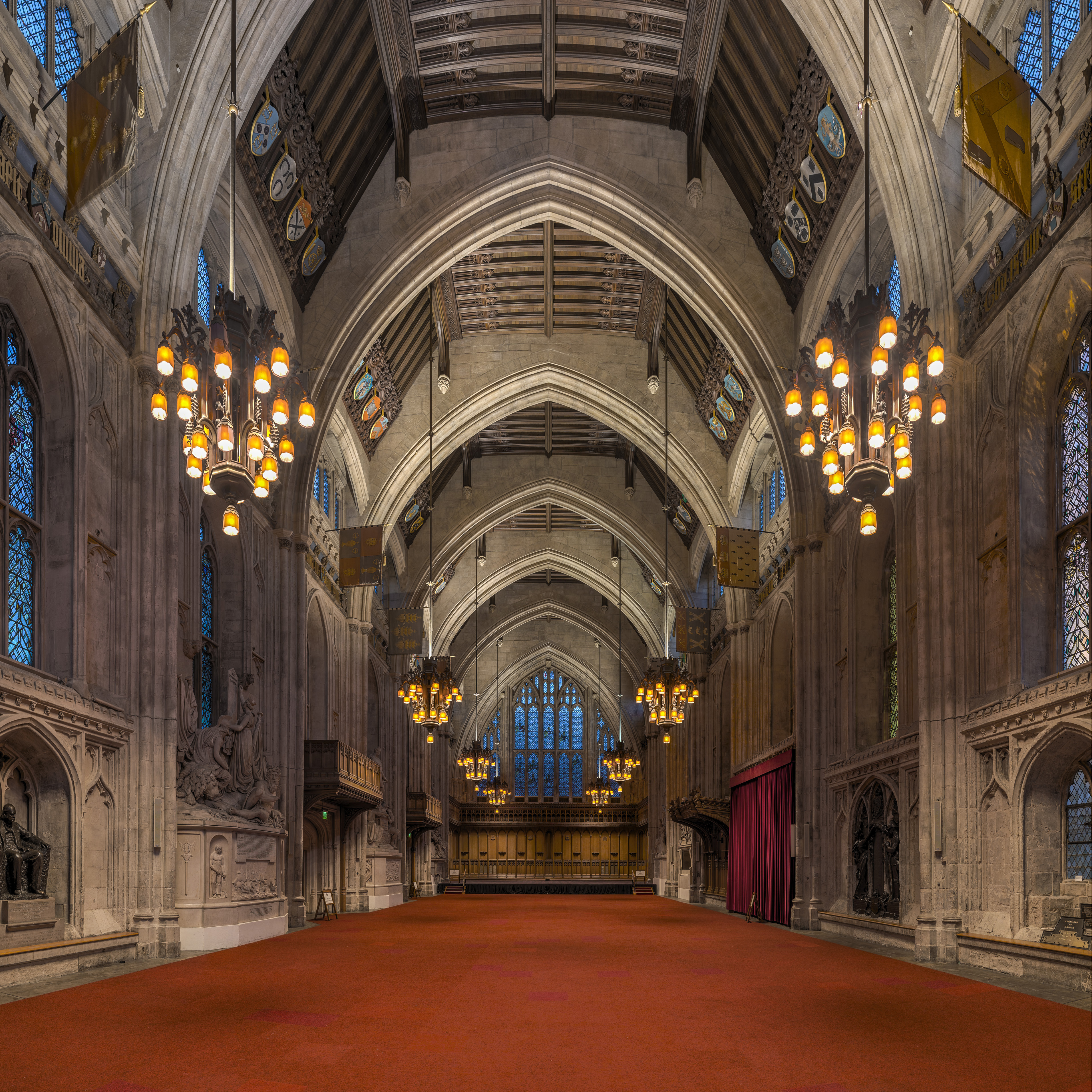
倫敦市政廳主廳

無論愛德華是自願放棄抑或被逼交出王位，英格蘭君主在1月13日獲「全地所有男爵」的支持下正式易手。
議會在當日早上復會後自行休會，大批靈職和世俗貴族之後前往倫敦市政廳宣誓「擁護一切為共同利益而已被或應被欽點的事宜」，以及堅守《1311年條例》的憲政限制。此舉意在告知那些反對廢君而留在議會的人，一切已成定局。
中午時分，宣誓者返回西敏，與會貴族正式確定愛德華二世不再是英格蘭國王，並就此陳辭。莫蒂默代表一眾貴族宣佈決定：愛德華二世聲明將會退位，愛德華爵士「應擁王國政府並加冕為王」。法國編年史家尚·勒比稱，貴族落筆記載愛德華二世的「不明智行為和舉動」並宣告他「永久不宜頭戴王冠或自稱作王」，旨在向議會提交妥當的法律文件。此罪狀可能是禧福主教和簡特伯里大主教自行撰寫，後來被稱爲「控罪條文」。禧福主教說教時講述「愚昧國王會毀掉百姓」，引用了箴言「沒有智謀，國家敗落」。鄧咸和活氏描述主教一直談及「國王愚昧不智而行為幼稚」，而伊恩·莫蒂默認為主教成功引用上帝話語去激勵在席議員；至於簡特伯里大主教則表示：民之聲音乃神之聲音。

### 控罪條文
有議員在議事期間提交控罪條文，但對比起指控迪潘晨時的詳細行文時，是次控罪內容相對簡單。國王被指控：治國偏私、縱容佞臣、追名逐利、不顧善政、忽視英倫、失蘇格蘭、破壞教會、囚禁神職、違反誓言。叛軍形容國王罪證確鑿，無從抵賴。罪狀未有直接指控國王施行暴政，而是歸咎於他的寵臣，對國王的批評只停留於「一成不變、改革無望」。而英格蘭先後在蘇格蘭和法蘭西敗陣，令貴族怨憤不已，因為國王沒有凱旋歸來，卻徵收大量稅款聲稱用在戰爭上。不過這些指控對愛德華而言實非全然公平，例如蘇格蘭在1307年幾乎被打敗。菲臘士認為先王愛德華一世宣戰後未能大幅領先敵軍就中途崩殂，給了兒子「一個不可能任務」。1318年的愛爾蘭霍克戰役是愛德華二世僅有的勝仗之一，成功粉碎羅拔·布斯的愛爾蘭計劃以及殺害了他的胞弟。不過世人只記得國王敗仗連連，亦成為眾罪行中責難得最苛刻的一條：「簡特伯里大主教宣佈，所有人都同意，善良國王愛德華駕崩時留給王子的英格蘭、愛爾蘭、威爾斯、加士高利和蘇格蘭都是安居樂業，卻因佞臣和錯判而丟失加士高利和蘇格蘭。」

### 廢黜國王
1月13日會議上發言的議員多次重申控罪條文，總結陳辭時都一致提議太子愛德華在獲得百姓下應該為王。湯瑪士·域克在每人發言完畢後，都起身詢問全院是否同意該議員：「您是否同意？國民是否同意？」。華倫泰表示，這令到議會外人群（包括一大班難以控制的倫敦人）瞬間興高采烈起來，在域克「致辭時的恰當時刻激動吶喊」。柏域治形容域克致辭時展開雙臂、高聲敦促「對我而言，他不應再統治了」，人群呼喊「把它搞定！把它搞定！」。麥基錫認為此顯示新政權獲得一定程度的公眾支持，而倫敦人則令到餘下的愛德華二世支持者不敢出聲。
愛德華三世之後正式被立為王。當日會議，總結陳詞的簡特伯里大主教表示「貴族們的推舉獲得百姓的呼喊支持，完成！」，又以《榮耀讚美與尊貴》的副歌作結，而貴族可能出席封臣致敬儀式，效忠新王。與會者並非一致支持新政權，倫敦、羅車士打和卡賴爾主教就缺席會議以示抗議，其中羅車士打主教就因此被倫敦暴民毆打。

### 廢君回應
廢黜國王的最後一步，就是通知身在根尼禾夫的廢王，他的臣民已不再效忠於他。代表議會和王國負責傳遞信息的代表團由伊利、禧福、倫敦主教及約三十名信徒組成，後者包括代表貴族的舒梨伯爵以及代表郡騎士的祝素。雖然代表團並非所有人都是議員，但已有足夠代表性，其人數規模也更能做到集體負責。他們在1月15日離開倫敦，同月21或22日抵達根尼禾夫，祝素及後以議會名義下令押解廢王到倫敦。
蘭開斯特伯爵押送身穿黑袍的愛德華到倫敦市政廳主廳。利比嘉的編年史描述了整個過程，議會代表先是含糊其詞、「在真相混雜假話」。愛德華有兩個選項，其一是禪讓王位予太子、其二是被廢黜。貴族強調第二個選項將令王位交給沒有留著王室血脈的資深政治人物，其實就是指莫蒂默。國王不忿抗議流淚後更暈倒。據禧福主教記載，愛德華重申一直按照卿家而行事，但對於他所造成的任何傷害感到懊悔。廢王最終選擇了讓位，而代表團與廢王之間的共識記載在一備忘錄上，但之後已失傳。利比嘉表示，愛德華二世的宮內總管湯瑪士·布倫之後將權杖折斷為二，遣散愛德華的內廷。
1月22日，國會代表團啟程返回倫敦。1月24日，太子愛德華在聖保羅座堂已被稱王並宣告社會安寧。1月25日，代表團返抵西敏，公佈廢王的決定，新王可以正式對外宣告為王，因此愛德華三世在位的首日為1327年1月25日。由於議會和法院都未頒下任何針對廢王的裁決，因此其他人開始暗中討論如何處置他。

## 後續事件

### 議會復會
愛德華三世稱王後，柏古拿的威廉和華特·德米美等的導師加快教授新王政治知識。1327年2月1日，仍為未成年人的愛德華三世在西敏寺加冕，不過行政大權繼續由太后伊莎貝拉和莫蒂默把持。1328年10月，莫蒂默進爵為邊疆伯爵，但只獲一小筆封地和金錢。至於伊莎貝拉則在同月成功取回被廢王充公的亡夫遺產，而且金額大幅增加，讓她年收入二萬馬克（折合超過一萬英鎊）。莫蒂默形容伊莎貝拉所得的是「英格蘭史上個人收入最多之一」。根據往例，國會應在新王登基繼位後召集，但今次要到愛德華三世加冕後才復會，代表是次遜位是前所未見。另外，雖然今屆國會橫跨兩朝國王，但官方記錄的日期為愛德華三世元年，而非愛德華二世末年。

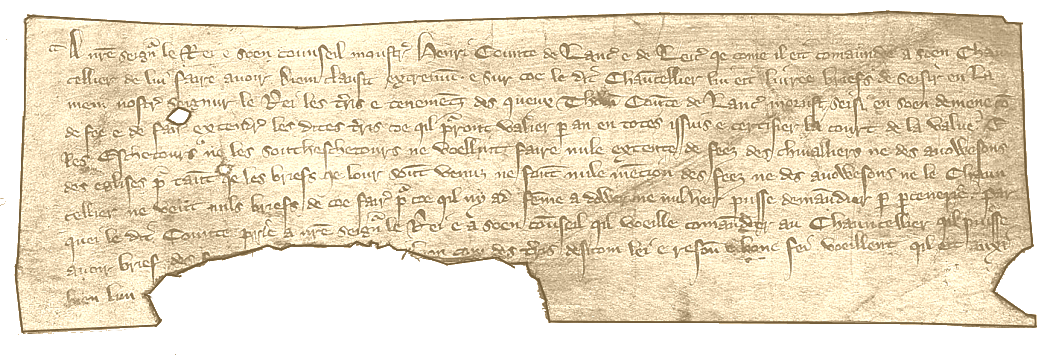
英國國家檔案館第SC 8/157/7819號文件：第三代蘭開斯特伯爵亨利在1327年請願繼承胞兄的爵位和封邑。

議會復會時恢復處理往常事務，包括全國的42個請願，是平民議員史上最多的一次，當中有來自教會神職人員的，有來自倫敦市的，有來自各郡要求取消個人或城鎮罰金或財產刑的；另有類近數目的是直接牽涉退位的長篇政治請願，當中要求處置迪潘晨家族，也有支持恢復第二代蘭開斯特伯爵的名譽，以及再次確定大憲章。其他包括請求國王施恩，推翻被認為是錯誤的地方法院裁決，維護法紀。由於愛德華二世的政權不穩源於無法堅守法紀，因此法紀成為新政權的首要事項，同時糾正廢王所犯的過失。其中一個請願要求授權平民議員帶同獲得手寫確認的請願及回答到他們的地區，另一個則抗議地方王室成員貪污。這些請願導致官方在1330年起，改為要求申訴或要求賠償的人需要親臨國會。
平民議員亦對恢復法紀深表關注，並有請願呼籲當局馬上任命太平紳士，維持地區和平，御前會議及後批准請願。隨著議會議事回復如常，全國期望新政權能合法治國，糾正前朝的不義。朝廷亦接納大部份請願，並制定通過17條法規，可見伊莎貝拉和莫蒂默竭力安撫平民。1327年3月9日，為期71日的議會宣告解散，成為該世紀第二長的國會，亦是中古末期唯一目睹國王卸位和新王即位的議會。
至於已逝的蘭開斯特伯爵爵位及莊園則由其胞弟接收，而在1323年流放莫蒂默的判決亦被推翻。為了平息愛爾蘭局勢，議會在2月23日頒布多條條例，特赦所有支持布斯入侵愛爾蘭的人，而入侵者亦重獲各自的莊園。另外，官方提述廢王時的遣詞亦變得含糊，例如「曾為國王的愛德華父親」、「當今國王之父愛德華」、又或者年少時的稱謂「加拿芬的愛德華」。伊莎貝拉和莫蒂默為避免廢君一事毀壞名譽，他們取得和公開愛德華二世同意追溯其被廢黜的協定，不過此將涉及改寫發生在兩週前且有大批國民目睹的歷史。
倫敦城亦因新國王而得益。愛德華二世在1321年決定剝奪倫敦人的選舉權，王室成員「搶走城內的一分一毫」又罷免市長，愛德華及後透過多名監督官統治倫敦。古榮·威廉士形容此情此景為「合法性被質疑的緊急政權」把權。1327年，倫敦市民請願議會復會，讓他們重獲自由。同年3月7日，朝廷考慮到倫敦人是廢君的重要推手後，決定答應請願之餘，更加給予他們前所未有特權。

### 餘波未了
至於愛德華二世則繼續被囚，相信餘生都要在根尼禾夫渡過。由於有人試圖救走廢王，因此他在1327年4月初被轉移至更高設防的貝克利城堡。但越獄計謀仍然未止，廢王遂經常轉監。9月21日，愛德華二世在貝克利城堡死亡。庵樂幾乎肯定愛德華是被謀殺，形容「時機巧合得有疑點」，懷疑是莫蒂默要剷除對手和滅掉對方復辟後路。
傳統上，議會的議事內容會由秘書同步記錄在議會卷宗。不過根據《議會史冊》，「即使1327年1月政治形勢劇變，（1327年卷宗）並無提及愛德華二世不再為王的過程」，該卷宗一開始記載的是：愛德華三世父親被廢後，議會在二月重新召集。菲臘士提出「愛德華二世在紀錄中被抹去」可能是因為廢黜國王的法律基礎並不穩固，涉及此事的人認為不應過於仔細描述，因此沒被載入官方記錄。其他合理的解釋包括：當時的議會顯然非法；又或者愛德華三世後來覺得官方記錄廢黜國王如同承認立下先例，繼而自行銷毀有關內容。
縱然愛德華登基加冕，但莫蒂默依然是王國的實際掌權人。莫蒂默安排朝廷封他三位最年長的兒子為爵士後，又覺得封爵典禮的禮袍不足顯露身份，決定讓他們身穿伯爵服裝出席典禮，可見莫蒂默位高權重得可以隻手遮天。不過，莫蒂默只顧自己致富和離間不同人，而英軍在同年史丹鶴公園戰役中敗給蘇格蘭時的戰果亦不比愛德華二世為佳，加上翌年的《愛丁堡－諾咸頓條約》，都促成莫蒂默開始失勢。不過他無意改正情況，亦繼續不尊重國王。愛德華雖然原先支持母后反對父王，但不一定支持莫蒂默。 畢域治形容莫蒂默是「狂妄自大以為高高在上的典型例子」，又稱他的貪念多如迪潘晨、政治敏感度卻少如加韋斯頓。1328年，愛德華與菲莉琶成婚，1330年6月誕下王子。同年10月19日，愛德華三世與盟友發動政變，成功在諾定咸城堡逮捕莫蒂默，將其逐出朝廷。11月29日，莫蒂默在泰伯恩被吊死。自此，愛德華三世開始他的個人統治。

## 學術研究
歷史學家研究1327年議會時主要分為長短期影響，即此議會在英格蘭議會發展的角色和廢黜愛德華二世的過程。就前者而言，鐸氏描述此議會是英格蘭議會史的里程碑，烈察順及佘禮士稱此開展國會長達半世紀的發展和磨礪。夏利士提出本屆議會限制王權的幅度，類同大憲章限制約翰和德孟福爾限制亨利三世。馬迪覺同意此議會推進英格蘭改行兩院制，因為這些請願首次展示，平民議員能夠自行制定全面的法規回應請願。祈嘉表示「共同意願」首次取代「封建反叛」成為排斥國王的主要因素，「國王是被臣民而非封臣所排斥」，因此更顯此屆議會的重要
至於後者而言，學者主要爭論愛德華二世是被議會制度廢黜，抑或是在議會開會期間被廢黜。雖然大部分主要程序都是在議會之內發生，但亦有重要性相若的事件發生在其他地方，就好似市政廳的宣誓儀式。維多利亞時代憲制史學家認為，愛德華廢位讓平民院初次履行類似議會制的權力。二十世紀史學家未能就此議題達成共識，一方認為愛德華是被大貴族而非議會「廢黜」；另一方（如夏利士）則認為是「退位／遜位」，因為「廢黜並無法律程序……如愛德華二世等的國王都是被勸喻放棄王位」。因此，愛德華二世的情況可被總結為「可選擇讓位予兒子愛德華或強行廢黜予他的卿家推舉新王」。菲臘士則提出另一論點，稱「大貴族及其門客和倫敦人共同決定」愛德華應該離開王位。
拜恩表示無法判斷這些事件是由議會驅動而致，抑或只是議會之內發生；不過他亦指出伊莎貝拉和莫蒂默認同必須得到國會的支持。華倫泰稱「廢君非革命，亦無攻擊王位本身」，事件不是「必然非法及在『憲法』界限之外」，即便歷史學家經常認定是這樣。她又提及編年史家對議會的描述不一致，例如稱之為御前會議、國王缺席的議會、王后主持的議會、王后及太子召開的議會，令箇中情況更難釐清。她在總結時提出，大貴族獲得騎士和平民的支持下，得以決定政策。
鄧咸及活氏認為廢黜愛德華主要牽涉政治而非法律因素，另一問題是何方廢君：究竟是「大貴族獨自廢黜，大貴族和百姓一同廢黜，議會自行廢黜」。伊恩·莫蒂默形容「王國社會的代表們被要求行使高於王權的權力」，「統一王國裡的所有階層去反對君主」，當中並不涉及民主的發展。馬迪覺形容事件之初是男爵叛變，最終演變為「全國公投」，即使平民也成為激進改革的一份子。本屆國會亦確立編纂和立法規範請願以及公佈法規的程序，並逐漸成為常態。
叛黨領袖們在愛德華二世卸位後，隨之將整件事塑造為愛德華退位而非被廢，因為當時廢黜仍是一不被接納和難以理解的概念。馬修士稱，少部分當代人公開抨擊廢黜愛德華，「但廢君本已帶來極度不安」，更是英格蘭歷史中前所未見。菲臘士評論道「以暴虐統治為由罷免合法的神選之王太具爭議」，因此愛德華被廢黜的理由不涉暴政而是不能勝任國王。《砵氏編年誌》甚至寫道愛德華被廢不涉人間，而是要實現梅林的預言。

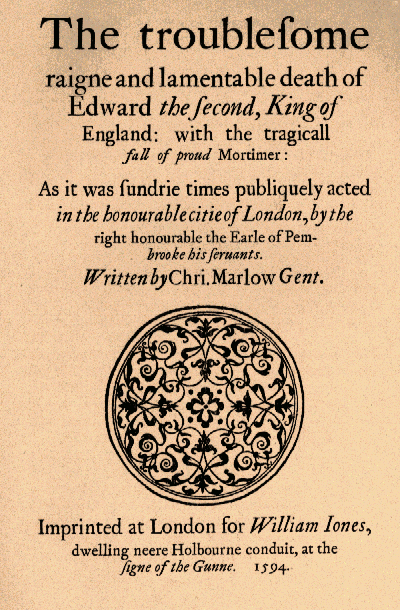
《愛德華二世》初版劇本的首頁

是次廢君也為未來立下先例，例如在1386年理查二世與興訟貴族僵持不下之時，理查拒絕恭臨議會。當時告羅士打公爵和簡特伯里大主教前赴愛特咸宮覲見國王時提醒他，根據「宣判愛德華（二世）的法規」，國王沒有出席國會的話，可被卿家廢黜。此事發生後兩年，理查重新獨攬大權，有指他可能在此時下令燒毀1327年議會卷宗。基雲偉信形容理查視愛德華被廢是王室歷史的「眼中釘」，尋求將其封聖而除掉後患。不過理查二世最終在1399年被亨利·保靈博廢黜，成為超過七十年後第二名廢君，而愛德華被廢的過程在當時被視為判決先例和舊時慣例。亞當編彙的亨利篡權編年史也寫道，兩位國王的情況非常相似。
1620年代，龍體虛弱的詹士一世在朝廷逐漸被邊緣，寵臣白金漢公爵佐治·維利亞斯反之越來越權傾朝野。司法大臣亨利·尤華頓公開斥責維利亞斯授勳予親信，偏私情況如同小迪潘晨，令愛德華二世的廢黜成為政治宣傳，有當代人藉此批評公爵是佞臣，亦有抨擊尤華頓之流是難以控制的反王派。
1327年議會是最後一個依據《1535年及1542年威爾斯法律法令》召集威爾斯議員的議會，但該些議員因反王派的阻撓而未能與會。而此屆議會與之後五年的議會的出席名單也大致相同。

## 文藝作品
由基斯杜夫·馬洛所寫的《英格蘭國王愛德華二世荊棘滿途之統治及難堪可悲之賓天、偉人莫蒂默慘烈哀痛之失勢》在1592年首次上演，是首齣戲劇化愛德華二世生平的作品。馬洛著墨愛德華在位期間議會的重要性，橫跨加冕宣誓（第一場第一幕）至廢黜下台（第一場第五幕）。

## 引用
1. ↑  Le Baker 2012，第11頁.
2. ↑  Powicke 1956，第114頁.
3. ↑  Prestwich 2003，第70頁.
4. 1 2  Given-Wilson 1994，第553頁.
5. ↑  Given-Wilson 1994，第571頁.
6. ↑  Warner 2014，第196頁.
7. ↑  Doherty 2003，第90頁.
8. ↑  St John 2014，第24頁.
9. 1 2 3 4 5 6 7 8 9 10 11 12 13 14 15 16 17 18 19 20 21 22 23 24 25 26 27 28 29 30 31 32 33 34 35 36  Given-Wilson et al. 2005.
10. 1 2  Ormrod 2011，第32頁.
11. 1 2 3 4 5 6  Parsons 2004.
12. ↑  Lord 2002，第45 n.5頁.
13. 1 2 3 4 5 6  Dunham & Wood 1976，第739頁.
14. ↑  Peters 1970，第217頁.
15. 1 2  Ormrod 2006，第41頁.
16. ↑  Fryde 1979，第185頁.
17. 1 2  Ormrod 2011，第34頁.
18. ↑  Ormrod 2011，第36–37頁.
19. 1 2 3  Ormrod 2011，第36頁.
20. ↑  McKisack 1959，第93頁.
21. 1 2 3 4  Prestwich 2005，第215頁.
22. ↑  Waugh 2004.
23. ↑  Ormrod 2011，第35頁.
24. ↑  Phillips 2011，第531 n.38頁.
25. ↑  Ormrod 2011，第37頁.
26. ↑  Doherty 2003，第105–132頁.
27. 1 2 3  Cushway 2011，第14頁.
28. ↑  Cushway 2011，第13頁.
29. ↑  Ormrod 2011，第41頁.
30. ↑  Edwards 1944，第343, 343 n.5頁.
31. 1 2  Chapman 2015，第219頁.
32. ↑  Phillips 2011，第512頁.
33. ↑  Ormrod 2011，第42頁.
34. 1 2 3 4 5  Prestwich 2005，第216頁.
35. ↑  Home 1994，第126頁.
36. 1 2 3  McKisack 1979，第82頁.
37. 1 2  McKisack 1979，第81頁.
38. ↑  Ormrod 2011，第43頁.
39. 1 2  Dryburgh 2016，第30頁.
40. 1 2  Verduyn 1993，第842頁.
41. ↑  Kaeuper 2000，第86頁.
42. ↑  Mortimer 2010，第162頁.
43. ↑  Fryde 1979，第193頁.
44. ↑  Liddy 2004，第47–48頁.
45. 1 2  Ormrod 2011，第512–513頁.
46. ↑  Ormrod 2011，第512頁.
47. 1 2 3  Dunham & Wood 1976，第740頁.
48. ↑  H. M. S. O. 1892，第655–656頁.
49. 1 2  Ormrod 2011，第44頁.
50. ↑  Valente 2016，第231頁.
51. 1 2 3 4 5 6 7 8 9  Mortimer 2010，第166頁.
52. 1 2  Ormrod 2011，第513頁.
53. ↑  National Archives 1326a.
54. 1 2 3  Phillips 2011，第525頁.
55. 1 2 3 4  Mortimer 2010，第168頁.
56. ↑  Ormrod 2011，第48頁.
57. 1 2 3  Ormrod 2011，第49頁.
58. 1 2  Phillips 2011，第537頁.
59. ↑  Wood 1972，第533頁.
60. 1 2  Fryde 1996，第526頁.
61. 1 2  Bradford 2011，第192 n.15頁.
62. 1 2  Mortimer 2010，第165頁.
63. ↑  Ormrod 2011，第47頁.
64. 1 2 3 4  Maddicott 2010，第359頁.
65. 1 2  Powell & Wallis 1968，第310–314頁.
66. 1 2 3  Maddicott 2010，第360頁.
67. 1 2  Maddicott 1999，第78頁.
68. 1 2  Phillips 2011，第532 n.63頁.
69. ↑  Clarke 1933，第42頁.
70. ↑  Roskell 1965，第5頁.
71. 1 2  Richardson & Sayles 1930，第44–45頁.
72. ↑  Richardson 1946，第27頁.
73. ↑  Dodd 2006，第170頁.
74. ↑  Phillips 2011，第532 n.86頁.
75. ↑  Chapman 2015，第54頁.
76. 1 2 3  Maddicott 2010，第361頁.
77. 1 2 3  Dodd 2006，第168頁.
78. 1 2 3 4  Valente 1998，第855頁.
79. ↑  Bradford 2011，第191–192頁.
80. ↑  Prestwich 2005，第217頁.
81. 1 2 3  Valente 1998，第852頁.
82. 1 2 3 4 5 6  Mortimer 2010，第169頁.
83. ↑  Phillips 2006，第232頁.
84. 1 2 3 4  Valente 1998，第869頁.
85. ↑  Williams 2007，第298頁.
86. 1 2 3 4  Mortimer 2010，第167頁.
87. 1 2  Dryburgh 2006，第136頁.
88. ↑  Hilton 2008，第259–292頁.
89. ↑  Prestwich 2005，第479頁.
90. ↑  Hartrich 2012，第97頁.
91. 1 2 3 4 5  Valente 1998，第858頁.
92. 1 2 3 4 5  Phillips 2011，第538頁.
93. ↑  Phillips 2011，第432 n.59頁.
94. ↑  Phillips 2011，第432 n.63頁.
95. ↑  Keen 1973，第76頁.
96. ↑  Prestwich 2005，第182–183頁.
97. ↑  Bryant 2015，第66頁.
98. 1 2 3  Valente 1998，第856頁.
99. 1 2  Phillips 2011，第527頁.
100. 1 2  Valente 1998，第857頁.
101. ↑  Le Bel 2011，第32–33頁.
102. ↑  Valente 1998，第856 n.6頁.
103. ↑  Adams & Stephens 1901，第99頁.
104. 1 2 3 4 5  Dunham & Wood 1976，第741頁.
105. ↑  Forhan & Nederman 1993，第39頁.
106. ↑  Lewis 1954，第227頁.
107. 1 2  Phillips 2011，第528頁.
108. 1 2  Phillips 2011，第529頁.
109. ↑  Starkey 2010，第225頁.
110. 1 2 3 4  Phillips 2011，第530頁.
111. ↑  Ormrod 2006，第32頁.
112. ↑  Powicke 1960，第556頁.
113. ↑  McNamee 1997，第166–205頁.
114. ↑  Ormrod 2011，第31頁.
115. ↑  Powicke 1960，第557頁.
116. ↑  M. E. D. 2014a.
117. ↑  M. E. D. 2014b.
118. ↑  Powicke 1960，第556–557頁.
119. ↑  Valente 1998，第858–859頁.
120. 1 2 3  Valente 1998，第859頁.
121. 1 2 3  Bryant 2015，第67頁.
122. ↑  Camden Society 1935，第99頁.
123. ↑  Valente 1998，第859 n.6頁.
124. 1 2  Phillips 2011，第534頁.
125. ↑  Gransden 1996，第14頁.
126. ↑  Holmes 1955，第262頁.
127. ↑  Phillips 2011，第534 n.76頁.
128. 1 2 3 4 5 6 7  Valente 1998，第860頁.
129. ↑  McKisack 1959，第90頁.
130. 1 2  Phillips 2011，第535頁.
131. ↑  Phillips 2011，第535 n.81頁.
132. 1 2 3  Phillips 2011，第536頁.
133. ↑  Valente 1998，第861頁.
134. 1 2 3  Keen 1973，第77頁.
135. 1 2 3 4  Valente 1998，第862頁.
136. 1 2 3  Phillips 2011，第531頁.
137. ↑  Prestwich 2005，第220頁.
138. ↑  Mortimer 2006，第54頁.
139. 1 2  Mortimer 2010，第171頁.
140. ↑  Holmes 1957，第9頁.
141. 1 2  Mortimer 2010，第170頁.
142. ↑  Spufford 1988，第223頁.
143. ↑  Liddy 2004，第55頁.
144. 1 2  Prestwich 2005，第221頁.
145. 1 2  Phillips 2011，第539 n.105頁.
146. ↑  National Archives 1326.
147. ↑  Keeney 1942，第334頁.
148. ↑  Harriss 1999，第50頁.
149. 1 2 3  Maddicott 2010，第364頁.
150. ↑  Verduyn 1993，第843頁.
151. ↑  Keeney 1942，第333頁.
152. ↑  Maddicott 1999，第81頁.
153. ↑  Harriss 1999，第45頁.
154. ↑  Verduyn 1993，第845頁.
155. ↑  Richardson & Sayles 1930，第45頁.
156. 1 2 3  Barron 2005，第33頁.
157. ↑  Ormrod 1990，第6頁.
158. 1 2  Valente 1998，第870頁.
159. ↑  Valente 1998，第876頁.
160. ↑  Williams 2007，第287頁.
161. 1 2 3  Phillips 2011，第539頁.
162. ↑  Phillips 2006，第2頁.
163. 1 2  Phillips 2011，第542–543頁.
164. ↑  Phillips 2011，第541頁.
165. ↑  Fryde 1979，第201頁.
166. ↑  Phillips 2011，第547頁.
167. ↑  Ormrod 2011，第177頁.
168. 1 2  McKisack 1959，第98–100頁.
169. 1 2  Mortimer 2006，第67頁.
170. ↑  Mortimer 2006，第81頁.
171. ↑  Keen 1973，第105頁.
172. ↑  Prestwich 2005，第223–224頁.
173. ↑  O'Rahilly 1922，第173頁.
174. ↑  Dodd 2006，第165頁.
175. ↑  Richardson & Sayles 1931.
176. ↑  Harriss 1976，第35頁.
177. ↑  Maddicott 1999，第86頁.
178. ↑  Clarke 1933，第43頁.
179. ↑  Harriss 1994，第14頁.
180. ↑  Amt & Smith 2018，第305–306頁.
181. ↑  Valente 1998，第863 n.3頁.
182. ↑  Valente 1998，第168頁.
183. ↑  Prestwich 2005，第218頁.
184. ↑  Maddicott 2010，第363頁.
185. ↑  Valente 1998，第853頁.
186. ↑  Matthews 2010，第81頁.
187. ↑  Rouse & Rouse 1967，第693–695頁.
188. ↑  Schulz 1945，第151–153頁.
189. ↑  Phillips 2011，第531 n.53頁.
190. ↑  Saul 1997，第171–175頁.
191. ↑  Goodman 1971，第13–15頁.
192. ↑  Brown 1981，第113.n頁.
193. ↑  Clarke 1964，第177 n.1頁.
194. 1 2  Palmer 2007，第116頁.
195. ↑  Given-Wilson 1994，第560頁.
196. 1 2  Given-Wilson 1994，第567頁.
197. ↑  Giancarlo 2002，第98頁.
198. ↑  Lapsley 1934，第437 n.4頁.
199. ↑  Stewart 2004，第314頁.
200. ↑  Perry 2003，第313頁.
201. ↑  Knowles 2001，第108頁.

## 文獻
- Adams, G.; Stephens, H. M. (编).  [英格蘭憲制史節錄文件]. New York: The Macmillan Company. 1901. OCLC 958650690.
- Amt, E.; Smith, K. A. (编). . Readings in Medieval Civilizations Cultures VI 2nd. Toronto: University of Toronto Press. 2018. ISBN 978-1-44263-465-7.
- Barron, C. M. . Oxford: Oxford University Press. 2005. ISBN 978-0-19928-441-2.
- Bradford, P. . Historical Research. 2011, 84: 189–211. OCLC 300188139. doi:10.1111/j.1468-2281.2009.00532.x.
- Brown, A. L. . Davies, R. G.; Denton, J. H.  (编). . Manchester: Manchester University Press. 1981: 109–140. ISBN 978-0-71900-833-7.
- Bryant, Chris.  I. London: Transworld. 2015. ISBN 978-0-55277-995-1.
- Camden Society. . third 51. London: Camden Society. 1935. OCLC 4669199754.
- Chapman, A. . Woodbridge: Boydell & Brewer. 2015. ISBN 978-1-78327-031-6.
- Clarke, M. V. . Edwards, J. G.; Galbraith, V. H.; Jacob, E. F.  (编). . Manchester: Manchester University Press. 1933: 27–46. OCLC 499986492.
- Clarke, M. V.  repr. New York: Russell & Russell. 1964 [First published 1936]. OCLC 648667330.
- Cushway, G. . Woodbridge: Boydell Press. 2011. ISBN 978-1-84383-621-6.
- Dodd, D. . Musson, A.; Dodd, G.  (编).  [從新角度看愛德華二世之治]. Woodbridge: Boydell & Brewer. 2006: 165–189. ISBN 978-1-90315-319-2.
- Doherty, P. . . London: Carroll & Graf. 2003: 105–132. ISBN 978-0786711932.
- Dryburgh, J. . Musson, A.; Dodd, G.  (编).  [從新角度看愛德華二世之治]. Woodbridge: Boydell & Brewer. 2006: 119–140. ISBN 978-1-90315-319-2.
- Dryburgh, P. . Bothwell, J.; Dodd, G.  (编).  IX. Woodbridge: Boydell & Brewer. 2016: 23–48. ISBN 978-1-78327-122-1.
- Dunham, W. H.; Wood, C. T. . The American Historical Review. 1976, 81: 738–761. OCLC 1830326. doi:10.2307/1864778.
- Edwards, K. . The English Historical Review. 1944, 59: 311–347. OCLC 2207424. doi:10.1093/ehr/lix.ccxxxv.311.
- Forhan, K. L.; Nederman, C. J. . London: Routledge. 1993. ISBN 978-0-41506-489-7.
- Fryde, E. B.  3rd. Cambridge: Cambridge University Press. 1996. ISBN 978-0-52156-350-5.
- Fryde, N. . Cambridge: Cambridge University Press. 1979. ISBN 978-0-52154-806-9.
- Giancarlo, M. . Speculum. 2002, 77: 76–112. OCLC 709976972. doi:10.2307/2903787.
- Given-Wilson, C. . The English Historical Review. 1994, 109: 553–571. OCLC 2207424. doi:10.1093/ehr/cix.432.553.
- Given-Wilson, C.; Brand, P.; Phillips, S.; Ormrod, M.; Martin, G.; Curry, A.; Horrox, R. (编). . British History Online. Parliament Rolls of Medieval England. Woodbridge. 2005  [2018-09-04]. （原始内容存档于2018-09-04）.
- Goodman, A. . London: Routledge and K. Paul. 1971. ISBN 978-0-87024-215-1.
- Gransden, A.  II. London: Psychology Press. 1996. ISBN 978-0-41515-125-2.
- H. M. S. O. . London: Eyre & Spottiswoode. 1892. OCLC 234988394.
- Harriss, G. L. . Journal of Medieval History. 1976, 2: 35–56. OCLC 67397111. doi:10.1016/0304-4181(76)90012-9.
- Harriss, G. L. . Rosemary Horrox  (编).  1st. Cambridge: Cambridge University Press. 1994: 13–28. ISBN 978-0-52158-986-4.
- Harriss, G.L. . Davies, R. G.; Denton, J. H.  (编).  repr. Manchester: Manchester University Press. 1999: 29–60. ISBN 978-0-7190-0833-7.
- Hartrich, E. . Ormrod, W. M.  (编).  VII. Woodbridge: Boydell Press. 2012: 89–106. ISBN 978-1-84383-721-3.
- Hilton, L. . London: Weidenfeld & Nicolson. 2008. ISBN 978-0-29785-749-5.
- Holmes, G. A. . The English Historical Review. 1955, 70: 261–267. OCLC 2207424. doi:10.1093/ehr/lxx.cclxxv.261.
- Holmes, G. A. . Cambridge: Cambridge University Press. 1957. OCLC 752712271.
- Home, G. . London: Bracken Books. 1994. ISBN 978-1-85891-131-1.
- Kaeuper, R. W. . Woodbridge: Boydell & Brewer Ltd. 2000. ISBN 978-0-85115-774-0.
- Keen, M. H. . London: Methuen & Co. 1973. ISBN 978-0-41683-570-0.
- Keeney, B. C. . Huntington Library Quarterly. 1942, 5: 333–348. OCLC 226050146. doi:10.2307/3815918.
- Knowles, R. . Medieval & Renaissance Drama in England. 2001, 14: 105–121. OCLC 863059374.
- Lapsley, G. T. . The English Historical Review. 1934, XLIX: 423–449. OCLC 2207424. doi:10.1093/ehr/xlix.cxcv.423.
- Le Baker, G. Barber, R. , 编. . 由D. Prest翻译. Woodbridge: Boydell Press. 2012. ISBN 978-1-84383-691-9.
- Le Bel, J. . 由Bryant, N.翻译. Woodbridge: Boydell & Brewer. 2011. ISBN 978-1-84383-694-0.
- Lewis, E. . London: Routledge. 1954. OCLC 60281313.
- Liddy, C. D. . Given-Wilson, C.  (编).  III. Woodbridge: Boydell Press. 2004: 49–. ISBN 978-1-84383-046-7.
- Lord, C. . Given-Wilson, C.  (编).  II. Woodbridge: Boydell Press. 2002: 45–52. ISBN 978-0-85115-891-4.
- Maddicott, J. R. . Davies, R. G.; Denton, J. H.  (编).  repr. Manchester: Manchester University Press. 1999: 29–60. ISBN 978-0-7190-0833-7.
- Maddicott, J. R. . Oxford: Oxford University Press. 2010. ISBN 978-0-19161-501-6.
- Matthews, D. . Cambridge: Cambridge University Press. 2010. ISBN 978-1-13948-375-9.
- McKisack, M. . Oxford: Oxford University Press. 1959. OCLC 959746275.
- McKisack, M. . Hunt, R. W.; Pantin, R. A; Southern, R. W.  (编). . Westport, CT: Greenwood Press. 1979: 76–89. ISBN 978-0-31321-484-4.
- McNamee, C. . Edinburgh: Birlinn. 1997. ISBN 978-0-85790-495-9.
- M. E. D. . Middle English Dictionary. University of Michigan. 2014a  [2018-09-14]. （原始内容存档于2018-09-14）.
- M. E. D. . Middle English Dictionary. University of Michigan. 2014b  [2018-09-14]. （原始内容存档于2018-09-14）.
- Mortimer, Ian. . London: Jonathan Cape. 2006. ISBN 978-0-22407-301-1.
- Mortimer, I.  [叛國賊之最：第一代邊疆伯爵羅傑·莫蒂默爵士的一生]. London: Random House. 2010. ISBN 978-1-40706-639-4.
- National Archives. "SC 1/37/46" (1326-11-21) [manuscript]. Special Collections: Ancient Correspondence of the Chancery and the Exchequer, Series: SC 1, File: Isabella of France, queen, and Edward her son, duke of Guienne etc. to Richard Damory:.... Kew: The National Archives.
- National Archives. "SC 8/56/2773" (1326–1345) [manuscript]. Special Collections: Ancient Petitions, Series: SC 8, File: Petitioners: Henry of Lancaster, Earl of Lancaster. Kew: The National Archives.
- O'Rahilly, A. . Studies: An Irish Quarterly Review. 1922, 11: 169–185. OCLC 457006934.
- Ormrod, W. M. . The English Historical Review. 1990, 105: 1–33. OCLC 2207424. doi:10.1093/ehr/cv.ccccxiv.1.
- Ormrod, W. M. . Dodd; Musson, A.  (编).  [從新角度看愛德華二世之治]. Woodbridge: Boydell & Brewer. 2006: 22–47. ISBN 978-1-90315-319-2.
- Ormrod, W. M. . London: Yale University Press. 2011. ISBN 978-0-30011-910-7.
- Palmer, F. B.  repr. New Jersey: The Lawbook Exchange. 2007. ISBN 978-1-58477-748-9.
- Parsons, J. C. . Oxford Dictionary of National Biography. Oxford University Press. 2004  [2018-09-04]. doi:10.1093/odnb/9780192683120.013.14484. （原始内容存档于2018-09-04）.
- Perry, C. . The Review of English Studies. New Ser. 2003, 54: 313–35. OCLC 818911672. doi:10.1093/res/54.215.313.
- Peters, E. . New Haven: Yale University Press. 1970. OCLC 657399253.
- Phillips, J. R. S. . Musson, A.; Dodd, G.  (编).  [從新角度看愛德華二世之治]. Woodbridge: Boydell & Brewer. 2006: 220–233. ISBN 978-1-90315-319-2.
- Phillips, Seymour. . London: Yale University Press. 2011. ISBN 978-0-30017-802-9.
- Powell, J. E.; Wallis, K. . London: Weidenfeld and Nicolson. 1968. OCLC 574326159.
- Powicke, M. R. . Speculum. 1956, 31: 92–119. OCLC 709976972. doi:10.2307/2850077.
- Powicke, M. R. . Speculum. 1960, 35: 556–562. OCLC 709976972. doi:10.2307/2846552.
- Prestwich, M. . London: Routledge. 2003. ISBN 978-1-13441-311-9. doi:10.2307/2846552.
- Prestwich, M.C. . Oxford: Oxford University Press. 2005. ISBN 978-0-19822-844-8.
- Richardson, H. G. . Transactions of the Royal Historical Society. 1946, XXVIII: 21–45. OCLC 863051958. doi:10.2307/3678622.
- Richardson, H. G.; Sayles, G. O. . Law Quarterly Review. 1930, LXXVII: 1–50. OCLC 681135564.
- Richardson, H. G.; Sayles, G. O. . The English Historical Review. 1931, 46: 529–550. OCLC 818916436. doi:10.1093/ehr/xlvi.clxxxiv.529.
- Roskell, J. S. . Manchester: Manchester University Press. 1965. OCLC 268504.
- Rouse, R. H.; Rouse, M. A. . Speculum. 1967, 42: 693–709. OCLC 709976972. doi:10.2307/2851099.
- Saul, N. . Bury St Edmunds: Yale University Press. 1997. ISBN 978-0-30007-003-3.
- Schulz, F. . The English Historical Review. 1945, 60: 136–176. OCLC 2207424. doi:10.1093/ehr/lx.ccxxxvii.136.
- Spufford, P. . Cambridge: Cambridge University Press. 1988. ISBN 978-0-52137-590-0. doi:10.1093/ehr/lx.ccxxxvii.136.
- St John, L. B. . Hamilton, J. S.  (编). . Woodbridge: Boydell & Brewer Ltd. 2014: 21–42. ISBN 978-1-84383-917-0.
- Starkey, D.  [王與國：從歷代君主窺探英格蘭歷史]. London: HarperPress. 2010. ISBN 978-0-00730-770-8.
- Stewart, A. . London: Chatto & Windus. 2004. ISBN 978-0-71266-758-6.
- Valente, C. . The English Historical Review. 1998, 113: 852–881. OCLC 2207424. doi:10.1093/ehr/cxiii.453.852.
- Valente, C.  repr. London: Routledge. 2016. ISBN 978-1-35188-123-4.
- Verduyn, A. . The English Historical Review. 1993, 108: 842–867. OCLC 925708104. doi:10.1093/ehr/cviii.ccccxxix.842.
- Warner, K. . Stroud: Amberley Publishing Limited. 2014. ISBN 978-1-44564-132-4.
- Waugh, S. L. . Oxford Dictionary of National Biography. Oxford: Oxford University Press. 2004  [2018-03-08]. doi:10.1093/ref:odnb/8506. （原始内容存档于2018-03-08）.
- Williams, G. A. . London: Routledge. 2007. ISBN 978-1-13568-507-2.
- Wood, C. T. . Studia Gratiana. 1972, XV: 524–525. OCLC 1022771976.